# Anton Sicharulidze
Anton Tarieljewicz Sicharulidze, ros. Антон Тариэльевич Сихарулидзе (ur. 25 października 1976 w Leningradzie) – rosyjski łyżwiarz figurowy startujący w parach sportowych z Jeleną Bierieżną. Mistrz olimpijski z Salt Lake City (2002), wicemistrz olimpijski z Nagano (1998), dwukrotny mistrz (1998, 1999) i wicemistrz świata (2001), dwukrotny mistrz Europy (1999, 2001), multimedalista finału Grand Prix (zwycięstwo w 1997 roku), dwukrotny mistrz świata juniorów (1994, 1995) oraz czterokrotny mistrz Rosji (1999–2002). Zakończył karierę amatorską w 2002 roku.
W 2000 roku, dzień przed rozpoczęciem mistrzostw świata ogłoszono, że podczas testów dopingowych przeprowadzonych na mistrzostwach Europy u Bierieżnej wykryto pseudoefedrynę. Bierieżna zrzekła się możliwości przeprowadzenia badania próbki B i przyznała się do przyjęcia leków na zapalenie oskrzeli. Parze odebrano złoty medal mistrzostw Europy 2000 i wykluczono ze startu w mistrzostwach świata. W tym samym czasie wykryto również doping u Jewgienija Swiridowa reprezentującego Uzbekistan, który także zrzekł się prawa do badania próbki B.
Podczas Zimowych Igrzysk Olimpijskich 2002 w Salt Lake City w związku z ujawnieniem skandalu sędziowskiego, Bierieżna i Sicharulidze zostali mistrzami olimpijskimi ex aequo z kanadyjską parą Jamie Salé i Davidem Pelletierem.
W latach 1996–2002 Bierieżną i Sicharulidzego łączył romans, ale pomimo późniejszego rozstania pozostali przyjaciółmi i po zakończeniu kariery amatorskiej występowali wspólnie w rewiach łyżwiarskich, m.in. Stars On Ice w latach 2002–2006. W 2010 roku Sicharulidze został ojcem chrzestnym Tristana, syna Jeleny Bierieżnej.
W 2010 roku kandydował na prezydenta Rosyjskiej Federacji Łyżwiarstwa Figurowego, ale wycofał się po zmianie konstytucji, stwierdzając, że w wyniku zmian prezydent stał się figurantem. 4 grudnia 2011 wystartował w wyborach parlamentarnych zdobywając mandat z listy partii Jedna Rosja.
W 2011 roku Sicharulidze poślubił Janę Lebiediewą, córkę rosyjskiego miliardera Leonida Lebiediewa. 

## Osiągnięcia

### Z Jeleną Bierieżną
| Zawody                        | 96–97          | 97–98          | 98–99          | 99–00          | 00–01          | 01–02          |                |                |                |                |                |                |                |                |                |                |                |
| Międzynarodowe                | Międzynarodowe | Międzynarodowe | Międzynarodowe | Międzynarodowe | Międzynarodowe | Międzynarodowe | Międzynarodowe | Międzynarodowe | Międzynarodowe | Międzynarodowe | Międzynarodowe | Międzynarodowe | Międzynarodowe | Międzynarodowe | Międzynarodowe | Międzynarodowe | Międzynarodowe |
| ----------------------------- | -------------- | -------------- | -------------- | -------------- | -------------- | -------------- | -------------- | -------------- | -------------- | -------------- | -------------- | -------------- | -------------- | -------------- | -------------- | -------------- | -------------- |
| Igrzyska olimpijskie          |                | 2              |                |                |                | 1              |                |                |                |                |                |                |                |                |                |                |                |
| Mistrzostwa świata            | 9              | 1              | 1              |                | 2              |                |                |                |                |                |                |                |                |                |                |                |                |
| Mistrzostwa Europy            | 3              | 1              | WD             | 1 DSQ          | 1              |                |                |                |                |                |                |                |                |                |                |                |                |
| GP Finał Grand Prix           |                | 1              | 2              | 3              | 2              | 2              |                |                |                |                |                |                |                |                |                |                |                |
| GP Nations Cup                |                | 2              |                |                |                |                |                |                |                |                |                |                |                |                |                |                |                |
| GP Trophée Lalique            | 3              | 1              |                |                | 1              | 1              |                |                |                |                |                |                |                |                |                |                |                |
| GP NHK Trophy                 |                |                | 1              |                |                |                |                |                |                |                |                |                |                |                |                |                |                |
| GP Cup of Russia              | 5              |                | 1              |                | 1              | 1              |                |                |                |                |                |                |                |                |                |                |                |
| GP Skate America              |                |                | 1              | 3              |                |                |                |                |                |                |                |                |                |                |                |                |                |
| GP Skate Canada International |                |                |                | 1              | 2              |                |                |                |                |                |                |                |                |                |                |                |                |
| Igrzyska dobrej woli          |                |                | 1              |                |                | 1              |                |                |                |                |                |                |                |                |                |                |                |
| Krajowe                       |                |                |                |                |                |                |                |                |                |                |                |                |                |                |                |                |                |
| Mistrzostwa Rosji             | 2              | 2              | 1              | 1              | 1              | 1              |                |                |                |                |                |                |                |                |                |                |                |

### Z Mariją Pietrową
| Zawody                                | 92–93          | 93–94          | 94–95          | 95–96          |                |                |                |                |                |                |                |                |                |                |                |                |                |
| Międzynarodowe                        | Międzynarodowe | Międzynarodowe | Międzynarodowe | Międzynarodowe | Międzynarodowe | Międzynarodowe | Międzynarodowe | Międzynarodowe | Międzynarodowe | Międzynarodowe | Międzynarodowe | Międzynarodowe | Międzynarodowe | Międzynarodowe | Międzynarodowe | Międzynarodowe | Międzynarodowe |
| ------------------------------------- | -------------- | -------------- | -------------- | -------------- | -------------- | -------------- | -------------- | -------------- | -------------- | -------------- | -------------- | -------------- | -------------- | -------------- | -------------- | -------------- | -------------- |
| Mistrzostwa świata                    |                | 8              | 6              |                |                |                |                |                |                |                |                |                |                |                |                |                |                |
| Mistrzostwa Europy                    |                |                | 6              | 5              |                |                |                |                |                |                |                |                |                |                |                |                |                |
| NHK Trophy                            |                |                | 7              |                |                |                |                |                |                |                |                |                |                |                |                |                |                |
| Skate Canada International            |                |                |                | 2              |                |                |                |                |                |                |                |                |                |                |                |                |                |
| Trophée de France                     |                |                |                | 5              |                |                |                |                |                |                |                |                |                |                |                |                |                |
| Igrzyska dobrej woli                  |                |                | 7              |                |                |                |                |                |                |                |                |                |                |                |                |                |                |
| Międzynarodowe: Kategorie młodzieżowe |                |                |                |                |                |                |                |                |                |                |                |                |                |                |                |                |                |
| Mistrzostwa świata juniorów           | 2              | 1              | 1              |                |                |                |                |                |                |                |                |                |                |                |                |                |                |
| Krajowe                               |                |                |                |                |                |                |                |                |                |                |                |                |                |                |                |                |                |
| Mistrzostwa Rosji                     |                | 6              | 2              | 4              |                |                |                |                |                |                |                |                |                |                |                |                |                |

## Nagrody i odznaczenia
- Zasłużony Mistrz Sportu Rosji[10]